# Tatra 11

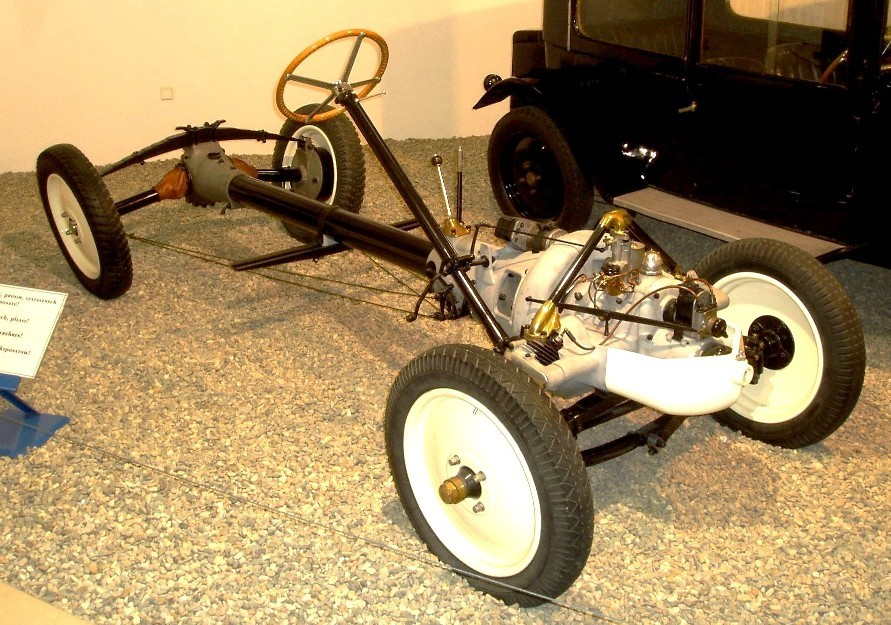
Šasi Tatry 11

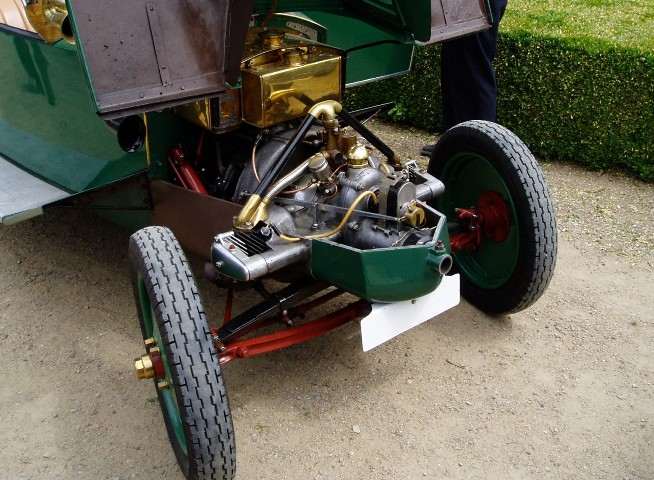
Motor Tatry 11

Tatra 11 byl malý automobil vyznačující se jednoduchou a odolnou konstrukcí, využívající páteřový nosný rám a výkyvné polonápravy vzadu. Vyráběla jej automobilka Kopřivnická vozovka, pozdější Tatra, v letech 1923 až 1926. Během tří let výroby bylo vyrobeno 3 540 vozů všech modifikací.
Konstruktérem Tatry 11 byl Hans Ledwinka, který právě u T 11 poprvé použil základy takzvané tatrovácké koncepce, kterou automobilka používá u těžkých nákladních automobilů Tatra až do dnešních dnů.
Tatra 11 měla dvouválcový vzduchem chlazený plochý motor (tzv. „boxer“) s objemem 1 056 cm³, s rozvodem OHV a výkonem 8,8 kW (12 koní) při 2 500 až 2 800 otáčkách za minutu. Motor poháněl výkyvnou zadní nápravu přes čtyřstupňovou převodovku; její ovládací páka byla umístěna ve středu vozu. Přední náprava byla tuhá. Brzdy byly jen na zadní nápravě, na každé straně však byly zdvojené brzdové čelisti působící na jeden široký brzdový buben – jeden pár sloužil pro provozní a druhý pro ruční brzdu.
Odpružení bylo řešeno listovými pružinami – vzadu s progresivní charakteristikou, vpředu byly doplněny třecím pákovým tlumičem.
Celá konstrukce byla na svou dobu velmi pokroková a vynikala pevností a trvanlivostí při relativně nízké hmotnosti podvozku – 500 kilogramů. Hmotnost celého vozu byla jen 680 kg.
Automobil dosahoval maximální rychlost okolo 70 km/h. Pro Tatru 11 byly navrženy a vyráběny různé druhy otevřených i uzavřených karosérií.
Upravené vozy Tatra 11 továrna nasadila i do automobilových závodů, kde dosáhly mnohé úspěchy, hlavně s továrním jezdcem Josefem Veřmiřovským.
Tatru 11 nahradil v roce 1926 inovovaný model Tatra 12, který se lišil především brzděnou přední nápravou a drobnými změnami mazání motoru.
Tatra 11 položila základ celé řadě osobních automobilů Tatra stejné koncepce s dvou- a čtyřválcovými vzduchem chlazenými plochými motory, i dalším užitkovým vozům (prvním z nich byla Tatra 13).
V současnosti vyráběné nákladní vozy Tatra používají stále centrální páteřový rám, výkyvné polonápravy a vzduchem chlazený spalovací motor. Takto konstruovaný podvozek prokazuje celá desetiletí výhody své kompaktní stavby především při jízdě v náročném terénu. Vzduchem chlazené motory se osvědčily zejména při provozu v extrémních klimatických podmínkách.

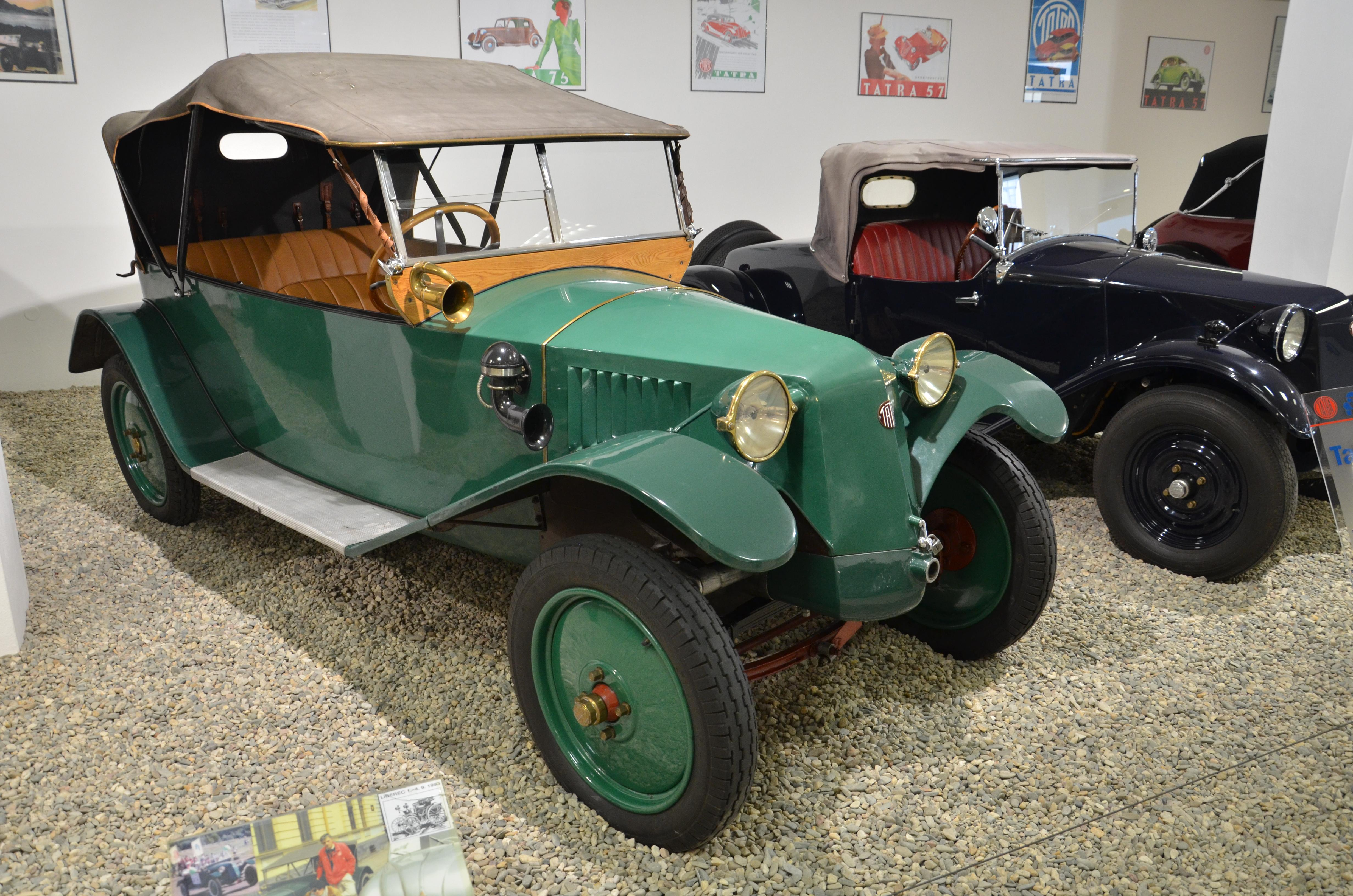
Otevřený vůz Tatra 11 v muzeu v Kopřivnici